# Tomás González Carvajal
Tomás José González Carvajal, traductor, poeta, hebraista i polític espanyol (Sevilla, 21 de desembre de 1753 - Madrid, 9 de novembre de 1834), que no ha de confondre's amb Tomás González Carvajal (1780-1833) sacerdot i també escriptor.

## Biografia

### Primers anys
Va néixer a Sevilla el 21 de desembre de 1753, en el si d'una família benestant. Entre 1773 i 1774 va estudiar filosofia a la universitat d'aquella capital. En 1776 es va llicenciar en aquesta facultat, i poc després va obtenir la borla de mestre en arts. En 1781 era ja professor de Filosofia moral a la mateixa universitat.
Allí va estudiar també teologia i jurisprudència: el 17 d'abril de 1784 va rebre el grau de batxiller en lleis, i el 4 de maig següent el de llicenciat, i poc després la borla de doctor en la mateixa facultat.
En 1785 va passar a la Cort, on sol·licitant una toga s Amèrica, es va donar a conèixer pel paper en dret que va escriure provant amb raons i documents històrics que la Universitat de Sevilla havia de comptar-se entre les majors del Regne, i així ho va decidir la Cambra d'Índies.
En aquesta època va ser nomenat individu de l'Acadèmia Pràctica de Jurisprudència, i de la Real Sociedad Económica Matritense de Amigos del País en la qual, a més de moltes altres obres, va escriure l'oració amb què aquell cos va felicitar Carles IV a la seva arribada al tron. Va assistir també a l'Academia Latina Matritense, de la qual era individu des de l'any de 1778. En els Reials Estudis de San Isidro va cursar la classe d'idioma grec en els anys de 1787 a 1789, i va fer oposició a la càtedra de Filosofia Moral allí mateix.

### Les Noves Poblacions
El 2 de març de 1790 va ser agregat a la Secretaria d'Hisenda d'Índies, i se li van donar els honors d'oficial d'ella el 9 d'abril de 1791, i el 7 d'octubre de 1794 l'ocupació efectiva d'oficial en la Secretaria d'Hisenda d'Espanya. En aquesta època va escriure diverses memòries sobre assumptes pertanyents a la carrera en què havia entrat.
El 22 de març de 1795 va succeir Pablo de Olavide, caigut en desgràcia, com a intendent de les Noves Poblacions d'Andalusia i Sierra Morena, i superintendent de la d'Almuradiel a La Manxa. En aquesta destinació, malgrat el que es va afeblir la seva salut en el clima de La Carolina, va desplegar grans mires filantròpiques i administratives: va formar un cens estadístic molt minuciós de totes les colònies, per a això les va visitar i va examinar molt detingudament. En 1798 va tornar a la Cort a adonar del resultat de l'operació, i a proposar les mesures convenients per al foment d'aquella regió; però a precs de Francisco de Saavedra, en aquell temps Ministre d'Hisenda, va permutar la seva destinació d'intendent de les Noves Poblacions amb Bernabé Portillo, oficial segon de la mateixa Secretaria.
Aquesta disposició va durar poc temps. En aquell mateix any va patir Saavedra una gravíssima malaltia, va sortir del Ministeri i la permuta feta amb Portillo va ser anul·lada. González Carvajal va tornar una altra vegada a La Carolina en virtut de Reial decret de 24 de setembre. Llavors es va dedicar amb la major activitat al foment i millora de les Poblacions: reedificà un gran nombre de cases que estaven ruïnoses, va promoure els planters d'oliveres i vinyes, i va executar obres noves d'importància.
Però la seva salut es ressentia amb el clima d'aquella zona; i així, a repetides instàncies seves, se li va exonerar d'aquella destinació el 20 d'agost de 1807, i es va retirar a viure a Sevilla mentre se li donava una altra intendència.

### La Guerra del francès i la repressió absolutista
Va sobrevenir la insurrecció de 1808, en la qual va prendre una part molt activa. L'1 de juliol va ser nomenat intendent de l'exèrcit que va triomfar a la batalla de Bailén, i en el qual va organitzar la part administrativa. Es trobava en aquella cèlebre jornada; i quan van arribar a Madrid les tropes vencedores, se li va encarregar la intendència de l'exèrcit de reserva que es formava a Somosierra. El va sorprendre a la capital l'entrada dels francesos a finals de 1808, on el seu antic amic Francisco Cabarrús va fer els majors esforços perquè jurés al rei intrús; però Tomás va decidir fugir disfressat, fins que va arribar a Sevilla el gener de 1809.
A l'abril del mateix any fou nomenat intendent de l'exèrcit del centre; al juny, de l'exèrcit i Regne de Mallorca; a l'abril de 1810, de l'exèrcit i Regne de València, el gener de 1811, de l'exèrcit i quatre regnes d'Andalusia. En 1812 va ser nomenat individu i president de la Junta d'Hisenda, i el 30 de març de 1813 Secretari d'Estat i del Despatx d'aquest ram. Però la seva inclinació a les lletres el van obligar a demanar que se li exonerés d'aquesta alta destinació, i que se li donés en premi dels seus serveis l'adreça dels Reials Estudis de San Isidro de Madrid. Va aconseguir l'un i l'altre: el 24 d'agost del mateix any va ser exonerat del Ministeri, i l'endemà passat nomenat director d'aquests Estudis.
A l'any següent va ser perseguit, pres i lloc en judici per haver establert en ells una càtedra de Constitució, segons les ordres vigents. El resultat de la causa va ser confinar-ho a Sevilla, on se li va conduir amb escorta a la fi de 1815. Des d'aquesta època fins a 1820 va viure retirat, gairebé sempre en el camp, i lliurat exclusivament a l'estudi.

### El Trienni Liberal
En 1820 va ser reintegrat en la seva destinació de director; al setembre del mateix any se'l va nomenar vocal de la Junta de Censura, i l'1 de maig de 1821 Conseller d'Estat. A l'abril del mateix any va ser comissionat per a la visita de la Tresoreria General. Va sortir de Madrid amb el Govern de 1823. Va caminar errant canviant sovint de domicili, fins que en 1827 se li va permetre viure en Madrid, on tenia la seva casa i els seus llibres.

### Els últims anys
En 1829 se li va encarregar la recopilació d'ordenances de la Hisenda militar; en 1833 va ser nomenat Ministre del Consell Suprem de la Guerra a la plaça reservada dels intendents d'exèrcit; en 1834 individu del Consell Reial d'Espanya i Índies en la secció de Guerra; i en el mateix any fou elevat a la dignitat de prócer, conferint-li a més la gran creu de l'Orde d'Isabel la Catòlica.
Va morir el 9 de novembre de 1834 als vuitanta-dos anys.

## Producció intel·lectual
Era home molt devot, aficionat a la lectura de la Bíblia i instruït en ciències eclesiàstiques, que solia discutir amb el seu amic el bisbe Fèlix Torres i Amat. Va deixar escrites i publicades moltes obres: Del oficio y cargos del intendente de ejército en campaña i Meditaciones sobre la constitución militar que va escriure sent individu de la comissió nomenada al setembre de 1812, per a l'organització de l'exèrcit.
Són seves l'oració gratulatòria, ja citada, de la Societat Econòmica de Madrid en l'adveniment de Carles IV, l'extracte de l'obra inèdita de José Antonio del Barco, titulada Retrato natural y político de la Bética antigua; extracte que es trobava insert en el tom II de les Memorias de la Sociedad Económica de Sevilla; Elogio histórico de Arias Montano, inserit en el tom VII de les Memòries de la Reial Acadèmia de la Història.
Va ser autor de diverses composicions poètiques, bastant influïdes per l'obra de fra Luis de León, de les quals algunes van veure la llum pública en els periòdics, i la major part roman inèdita entre els seus manuscrits. Però la principal obra seva, i a la qual va consagrar gran part de la seva vida, va ser la traducció dels llibres poètics de la santa Escriptura. Es va dedicar des de l'any 1807 a l'estudi de la llengua hebrea, sense més auxili que alguns llibres que li va prestar a Sevilla el seu amic Pedro Prieto, magistral d'aquella església metropolitana. La seva afició a aquest treball, emprès des de la seva tornada a La Carolina, era tal, que dedicava a ell tots els moments de descans que li permetien les seves ocupacions. D'aquesta manera va traduir els llibres III, IV i V dels Salms.
Les dues reals acadèmies, Espanyola i de la Historia, el van rebre en el seu si. En la primera va ser nomenat Acadèmic Honorari el 26 de febrer de 1799, Supernumerari el 10 de febrer de 1814, i de Nombre el 24 de març següent. Des de 1820 va estar encarregat de l'examen i correcció de les correspondències llatines del Diccionario de la lengua castellana. El 2 de gener de 1802 va ser admès a la classe de Corresponent en l'Acadèmia de la Història; va passar a la de Supernumerari el 28 de juliol de 1820, i a la de Numerari l'1 de febrer de 1828. Va ser nomenat Censor d'aquesta Acadèmia el 27 de novembre de 1829, i reelegit el 30 del mateix mes de 1832. Va usar els pseudònims de "Silvano Filomeno" i "Capitán Muñatones" per publicar en el Correo Literario de Sevilla poemes i articles polèmics.

## Obres
- Oración gratulatoria per l'adveniment de Carles IV, 1789.
- Muestra de una nueva traducción de los Salmos en verso y prosa, Madrid, 1816.
- Los Salmos traducidos nuevamente al castellano, Valencia, 1819-1827.
- Los libros poéticos de la Biblia, 1829-1832.
- "Elogio histórico del doctor Benito Arias Montano", Madrid, a Memorias de la Real Academia de la Historia, II, 1832, doc. 33.
- Apuntamientos para la historia del rey Felipe II, Madrid, h. 1830.
- Del oficio y cargos del intendente de ejército en campaña, 1810.
- Meditaciones sobre la constitución militar, Cádiz, 1813.
- Estatuto interino para Ejercicios literarios en los Estudios de San Isidro de Madrid, Madrid, 1814 y 2.ª ed. 1821.
- Opúsculos inéditos en prosa y verso, Madrid, 1847, pòstum.